# MTV Video Music Award a legjobb posztmodern videóért
Az MTV Video Music Award a legjobb posztmodern videóért díjat először az 1989-es MTV Video Music Awards-on adták át, azon négy kategória egyikeként, amelyet abban az évben vezettek be. Utoljára 1990-ben került átadásra, a Legjobb alternatív zenei videó kategória váltotta.
| Év   | Győztes                                | További jelöltek                             |
| ---- | -------------------------------------- | -------------------------------------------- |
| 1989 | R.E.M. — Orange Crush                  | - Siouxsie and the Banshees — Peek-a-Boo     |
| 1990 | Sinéad O’Connor — Nothing Compares 2 U | - Tears for Fears — Sowing the Seeds of Love |